# Lost Brain
Lost Brain es un manga de tres tomos escrito por Tsuzuku Yabuno y dibujado por Akira Otani. La historia nos presenta a un estudiante muy inteligente, Hiyama Ren, quien piensa que el resto de la gente es inferior a él, aburrida, limitada; y su mayor deseo consiste en acabar con ese mundo que considera imperfecto.
La solución para conseguir sus propósitos se le presenta cuando acude a una clase magistral de hipnotismo impartida por Itsuki Kuonji, un experto en la materia, que además es tío de una de sus compañeras de clase. Entonces comprende que el hipnotismo le proporciona la posibilidad de manipular a la gente a su antojo, hasta el punto de conseguir que hagan cualquier acto peligroso o deleznable que lo ayude a conseguir su enfermiza utopía. Así que decide aprender a utilizarlo.

## Personajes
- Ren Hiyama

Es el protagonista de esta historia. Un niño aburrido que desprecia las debilidades de las personas y desea eliminar esas debilidades. En un ensayo para un acto de fin de curso, vio una demostración de la hipnosis de mano de uno de los mayores hipnotizadores a nivel mundial. Decidiendo aprender y utilizar esta técnica, durante el año siguiente, se une a muchos clubes para usar a los capitanes de estos como conejillos de indias, y preparándose para cambiar el mundo que desprecia, al mundo con el que sueña.
- Itsuki Kuonji

El tío de Yuka Takagi e hipnotizador de clase mundial. Él fue quien demostró las capacidades que el hipnotismo puede traer consigo haciendo al Oosawa débil y tímido ponerse de pie y actuar como una estrella del rock. Tras el ataque suicida con bomba por parte de Oosawa, es designado para dirigir el caso, y cree que hay alguien manipulando a través de la utilización de la hipnosis, refiriéndose a este delincuente como el "Tercero". Muestra repugnancia absoluta a la utilización de la hipnosis que utiliza el "Tercero" para controlar a las personas y obligarlas a realizar actos horribles para su propio beneficio, y está decidido a averiguar quién es el "Tercero".
- Yuka Takagi

Es la sobrina de Kuonji. Está en la comisión de alumnos del colegio Seishin, al igual que Hiyama. 
- Haruhide Shitara

Es alumno del colegio Seishin al igual que Hiyama. Es un estudiante con buenas notas, pero por culpa de Hiyama, siempre está en un segundo plano. Acepta la invitación de este y se convierte en un miembro del plan para cambiar el mundo. Está en el segundo año de secundaria. 
- Oosawa

Al igual que Hiyama, es un alumno del colegio Seishin. Es la primera persona hipnotizada por Hiyama. Era de carácter débil, pero cambia con el paso de la trama.